# MV Verity
Pour les articles homonymes, voir Verity.
Le MV Verity est un cargo britannique construit en 2001 sous le nom d'Estime. Il est renommé Union Mercury en 2004, Veqxui en 2008 et enfin Verity en 2017.
Disposant d'une conception typique de cargo, le navire est renforcé pour le transport de marchandises lourdes (jusqu'à 15 tonnes par mètre carré). Il est équipé de deux cloisons, divisant sa seule trappe de chargement, avec six emplacements verrouillables différents. Sa capacité de transport atteint 1 533 tonnes de ballast et 284,72 tonnes de carburant.

## Historique
Le 28 janvier 2016, le moteur du Verity tombe en panne, le paralysant en mer. Alors qu'il commence à dériver vers la côte du Devon, il est remorqué le lendemain par le HNLMS De Ruyter, avant de se faire remorquer par le remorqueur Bremen Fighter jusqu'à Swansea.
Le 23 octobre 2023 à 19 h 07, le navire appareille de Brême (Allemagne) vers Immingham (Angleterre). Le 24 octobre, vers 02 h 55, le cargo Polesie entre en collision avec le côté tribord du Verity, provoquant son chavirage puis son naufrage en mer du Nord. Un membre d'équipage est mort, deux sont retrouvés vivants et quatre sont portés disparus.
L'épave est retrouvée intacte à une profondeur de 30 mètres à environ 14 milles au sud-ouest de l'île d'Heligoland.